# Epic Games
Epic Games, Inc. là một nhà phát triển, phát hành trò chơi điện tử và phần mềm của Mỹ có trụ sở tại Cary, Bắc Carolina. Công ty được thành lập bởi Tim Sweeney với tên gọi ban đầu là Potomac Computer Systems vào năm 1991, ban đầu trụ sở được đặt tại nhà của cha mẹ Tim ở Potomac, Maryland. Sau khi công ty phát hành trò chơi điện tử thương mại đầu tiên: ZZT (1991), công ty đổi tên thành Epic MegaGames, Inc. vào đầu năm 1992, cùng với sự tham gia của Mark Rein với vai trò là phó chủ tịch của công ty cho đến nay. Năm 1999, Epic chuyển trụ sở chính của họ đến Cary, Bắc Carolina và tên của công ty được đơn giản hóa thành Epic Games.
Epic Games nổi tiếng là nhà phát triển của Unreal Engine, một công cụ lập trình trò chơi điện tử và đồ họa kỹ xảo, cùng nhiều tựa game đình đám như như Fortnite, Gears of War và Infinity Blade. Năm 2014, nền tảng Unreal Engine của Epic được Kỷ lục Guinness Thế giới đặt tên là "công cụ trò chơi điện tử thành công nhất".
Epic Games sở hữu các công ty con phát triển trò chơi điện tử khác như: Chair Entertainment, Psyonix, công ty phát triển phần mềm đám mây Cloudgine, đồng thời điều hành các Epic studio con cùng tên ở Seattle, Anh, Berlin, Yokohama và Seoul. Trong khi nhà sáng lập Tim Sweeney vẫn là cổ đông chính, Tập đoàn Tencent đã mua lại 48,4% cổ phần của Epic để trở thành đồng sở hữu Epic Game vào năm 2012. Tencent thỏa thuận rằng sẽ đưa Epic hướng tới phát triển việc phát hành các trò chơi của Epic như một mô hình dịch vụ.
Sau khi tựa game Fortnite Battle Royale trở nên phổ biến trên mọi nền tảng vào năm 2017, Epic Game đã thu được các khoản đầu tư bổ sung khổng lồ cho phép mở rộng các dịch vụ Unreal Engine, tổ chức các giải đấu Fortnite và bán các tựa game khác của mình trên kho game Epic Games Store. Tính đến tháng 8 năm 2020, Epic Game có giá trị 17,3 tỷ đô la Mỹ.

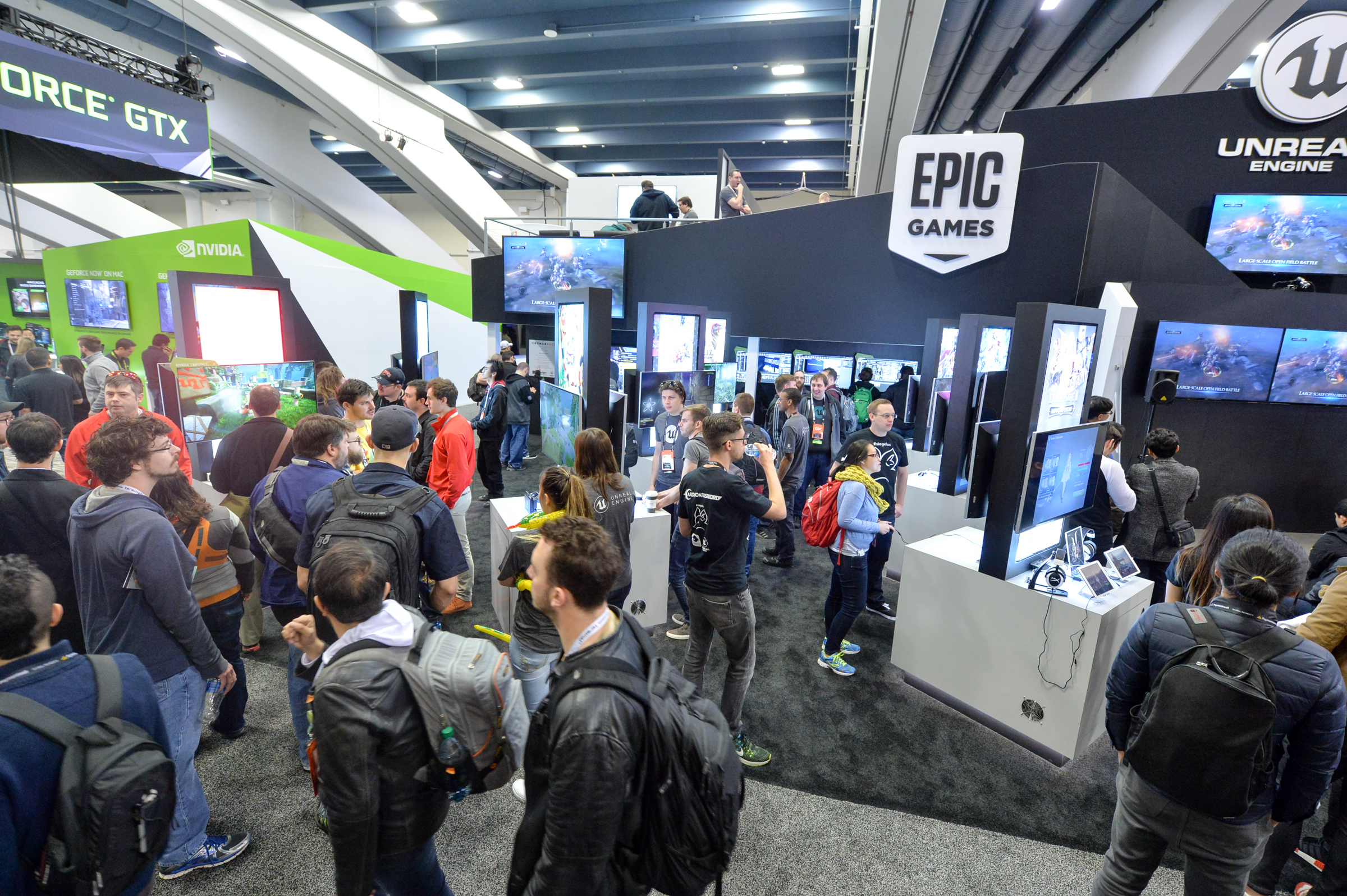
Gian triễn lãm của Epic Game và Unreal Engine

## Lịch sử

### Epic MegaGames (1992–1999)
Vào năm 1996, Epic MegaGames đã sản xuất một tựa game bắn súng là Fire Fight, được phát triển bởi studio Chaos Works của Ba Lan. Nó được xuất bản bởi Electronic Arts.
Năm 1998, Epic MegaGames phát hành Unreal, một game bắn súng 3D góc nhìn thứ nhất được đồng phát triển với Digital Extremes, mở rộng thành Unreal game series. Sau đó Epic cũng bắt đầu chia sẻ nền tảng lập trình Unreal Engine của họ cho các nhà phát triển trò chơi khác.

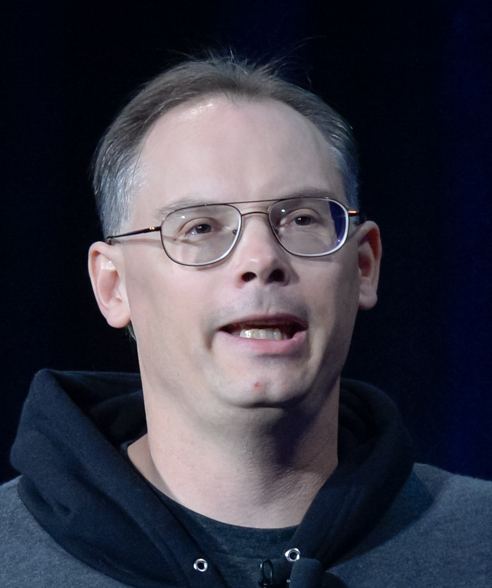
Nhà sáng lập Epic Game: Tim Sweeney tại GDC 2016

### Gears of War (2006–2013)
Năm 2006, Epic phát hành tựa game bắn súng trên console Xbox 360 Gears of War, tựa game này đã thành công về mặt thương mại, thu về khoảng 100 triệu đô la Mỹ. Một năm sau, công ty phát hành Unreal Tournament 3 cho PC và mua lại phần lớn cổ phần trong công ty People Can Fly.
Năm 2008, Epic Games mua lại Chair Entertainment có trụ sở tại Utah, Mỹ và phát hành Gears of War 2.
Epic Games phát hành vào ngày 1 tháng 9 năm 2010 Epic Citadel như một bản demo công nghệ để chứng minh Unreal Engine 3 sắp tới sẽ chạy trên nền tảng di động iOS của Apple. Phiên bản cho Android ra mắt ngày 29 tháng 1 năm 2013.
Infinity Blade, tựa game thành công tiếp theo được phát hành vào ngày 9 tháng 12 năm 2010. Gears of War 3, ra mắt vào năm 2011.
Năm 2011, tại sự kiện Spike Video Game Awards, Epic Games công bố trò chơi mới của họ mang tên Fortnite.
Phần mở rộng cuối cùng trong loạt game Gears of War, đóng vai trò là phần tiền truyện của các phần trước, mang tên Gears of War: Judgment, được phát hành vào năm 2013.

### Tencent mua lại cổ phần và sự ra đi của nhiều trụ cột kỳ cựu

Tencent - một trong hai cổ đông chính của Epic Game

Tập đoàn Tencent đã mua lại khoảng 48,4% cổ phần Epic với giá 330 triệu đô la vào tháng 6 năm 2012. Tencent Holdings có quyền đề cử giám đốc vào hội đồng quản trị của Epic Games. Tuy nhiên, Tim Sweeney nói rằng Tencent có rất ít quyền kiểm soát đối với sản phẩm game đầu ra của Epic Games.
Sự tham gia của Tencent được cho là nguyên nhân chính khiến nhiều trụ cột kỳ cựu lúc bấy giờ của Epic rời khỏi công ty. Trong đó có: Cliff Bleszinski (giám đốc thiết kế) rời Epic Games vào tháng 10 năm 2012 sau 20 năm gắn bó với công ty. President Mike Capps, Rod Fergusson (người từng là nhà phát triển chính của loạt phim Gears of War) rời Epic vào tháng 8 năm 2012.
Microsoft đã mua lại bản quyền tựa game Gears of War vào ngày 27 tháng 1 năm 2014, sau đó mời Rod Fergusson về đảm nhận vai trò phát triển chính cho tựa Gears mới. Gears of War 4 được phát hành vào tháng 10 năm 2016.
Adrian Chmielarz (người sáng lập People Can Fly, công ty được Epic mua lại vào năm 2012) cũng đã quyết định rời Epic sau khi Tencent mua lại cổ phẩn của Epic.

### Thành công của Fortnite (2018 – nay)

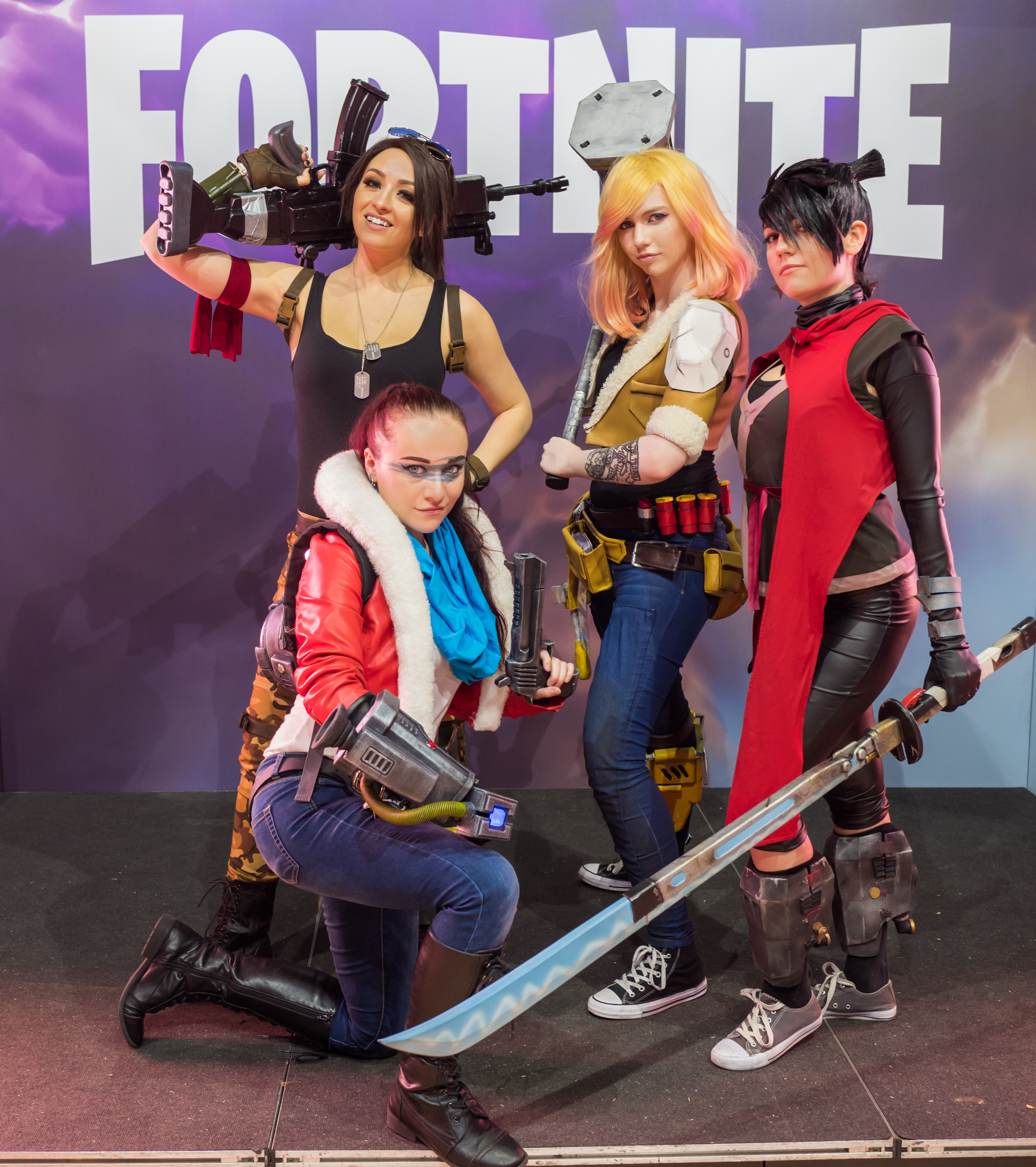
Fortnite - tựa game thành công nhất của Epic

Đến tháng 7 năm 2017, Fortnite được tuyên bố sẽ phát hành miễn phí vào đầu năm 2018, nhằm cạnh tranh với PlayerUnknown's Battlegrounds, một trò chơi thể loại battle royale cực kỳ thành công được phát hành trước đó. Epic còn phát triển một biến thể của Fortnite có tên là Fortnite Battle Royale, được phát hành vào tháng 9 năm 2017 dưới dạng một tựa game miễn phí trên PC và thiết bị di động.
Fortnite Battle Royale nhanh chóng thu hút hơn 125 triệu người chơi vào tháng 5 năm 2018, kiếm được hơn 1 tỷ đô la Mỹ vào tháng 7 năm 2018. Epic Games, từng được định giá khoảng 825 triệu đô la Mỹ (vào thời điểm Tencent mua lại), đạt trị giá 4,5 tỷ đô la Mỹ vào tháng 7 năm 2018 và dự kiến sẽ vượt qua mức 8,5 tỷ đô la Mỹ vào cuối năm 2018. Tính đến tháng 3 năm 2019, Fortnite đã thu hút gần 250 triệu người chơi.
Vào tháng 7 năm 2018, Epic ra mắt cửa hàng game Epic Games Store để cạnh tranh với Steam của Valve và GOG.com.
Vào tháng 10 năm 2018, Epic nhận được 1,25 tỷ đô la Mỹ đầu tư từ bảy công ty: KKR, ICONIQ Capital, Smash Ventures, aXiomatic, Vulcan Capital, Kleiner Perkins và Lightspeed Venture Partners. Tencent, Disney và Endeavour trở thành cổ đông thiểu số trong Epic. Epic Games ước tính đạt trị giá gần 15 tỷ đô la Mỹ vào tháng 10 năm 2018.
Unreal Engine 5 được công bố vào giữa tháng 5 năm 2020, với kế hoạch phát hành vào cuối năm 2021. Sony cũng đã đầu tư 250 triệu đô la Mỹ, chiếm khoảng 1,4% cổ phần của Epic. Tuy nhiên Unreal Engine 5 sẽ không độc quyền trên nền tảng Sony PlayStation.

## Vụ kiện với Apple và Google
Vào ngày 13 tháng 8 năm 2020, Epic phát hành phiên bản cập nhật game Fortnite trên iOS và Android cho phép người chơi mua trực tiếp vật phẩm qua Epic Store, không cần thông qua các cửa hàng của Apple Appstore và Google Play. Cả Apple và Google ngay lập tức xóa Fortnite khỏi kho ứng dụng của mình vì cho rằng Epic đã vi phạm điều khoản dịch vụ khi bỏ qua chiết khấu cho Apple và Google. Epic ngay sau đó đã đệ đơn lên Tòa án Quận phía Bắc của California kiện cả hai công ty này, cáo buộc họ về hành vi độc quyền trong cách vận hành cửa hàng ứng dụng.
Trong khi trên các điện thoại Android, game Fortnite vẫn có thể được tải bằng các chợ ứng dụng ngoài Google Play hoặc Samsung Galaxy Store một cách dễ dàng kèm các cập nhật nội dung đầy đủ, thì trên iPad và iPhone, người dùng tuyệt nhiên không thể cập nhật cũng như tải về mới trò chơi này do tính chất nền tảng đóng của hệ điều hành iOS.
Apple nói rằng chỉ cần Epic loại bỏ bản cập nhật cho phép người chơi mua vật phẩm không thông qua Epic Store nói trên, thì Fortnite sẽ trở lại Appstore, tuy nhiên Epic không đồng ý, họ cho rằng Apple đang sử dụng quyền lực là một ông lớn để chèn ép các nhà phát triển và ăn chặn thu nhập của họ cũng như của người chơi. Microsoft, Spotify đã có động thái ủng hộ Epic. Tuy nhiên câu trả lời của Apple là không thỏa thuận, ngay sau đó, gã khổng lồ đã xóa hoàn toàn tài khoản nhà phát triển của Epic Game cùng tất cả các game của Epic trên Appstore và Mac OS Store. Đồng thời, chặn quyền truy cập vào Unreal Engine đối với tất cả các nhà phát triển game khác trên nền tảng iOS.
Trong vụ kiện này, Epic nói rằng họ không tìm kiếm sự bồi thường về tiền bạc mà thay vào đó họ thực hiện các hành động vì "chúng tôi đang đấu tranh cho quyền tự do của những người đã mua điện thoại thông minh để cài đặt ứng dụng từ các nguồn họ chọn, quyền tự do cho người tạo ứng dụng phân phối họ lựa chọn và quyền tự do kinh doanh trực tiếp của cả hai nhóm".
Tòa án đã ban hành lệnh yêu cầu Apple chấm dứt việc xóa tài khoản nhà phát triển của Epic việc này gây "thiệt hại đáng kể đối với nền tảng Unreal Engine và ngành công nghiệp trò chơi nói chung", nhưng từ chối đưa ra phán quyết liên quan đến vấn đề độc quyền hay chiết khấu 30% của Apple trên Appstore.
Vụ kiện hiện tại vẫn chưa ngã ngũ và được coi là một trong những sự kiện công nghệ đáng chú ý nhất nửa cuối năm 2020.

Logo của Unreal Engine

## Sản phẩm nổi bật
- Unreal Engine
- Epic Games Store
- Epic Online Services
- Fornite
- Gears of War

## Các công ty con
| Tên                              | Lĩnh vực hoạt động             | Địa điểm                 | Thành lập | Epic mua lại năm |
| -------------------------------- | ------------------------------ | ------------------------ | --------- | ---------------- |
| 3Lateral                         | Số hóa chụp chuyển động        | Novi Sad, Serbia         | 2008      | 2019             |
| Agog Labs                        | Công cụ viết kịch bản trò chơi | Vancouver, Canada        | 2013      | 2019             |
| Chair Entertainment              | Phát triển trò chơi điện tử    | Salt Lake City, Mỹ       | 2005      | 2008             |
| Cloudgine                        | Chơi game qua đám mây          | Edinburgh, Scotland      | 2012      | 2018             |
| Cubic Motion                     | Hoạt hình khuôn mặt            | Manchester, Anh          | 2009      | 2020             |
| Epic Games Berlin                | Phát triển trò chơi điện tử    | Berlin, Đức              | 2016      |                  |
| Epic Games China                 | Phát triển trò chơi điện tử    | Thượng Hải, Trung Quốc   | 2006      |                  |
| Epic Games Cologne               | Phát triển trò chơi điện tử    | Cologne, Đức             | 2019      |                  |
| Epic Games Japan                 | Phát triển trò chơi điện tử    | Yokohama, Nhật Bản       | 2010      |                  |
| Epic Games Korea                 | Phát triển trò chơi điện tử    | Seoul, Hàn Quốc          | 2009      |                  |
| Epic Games Montreal              | Phát triển trò chơi điện tử    | Montreal, Canada         | 2018      |                  |
| Epic Games New Zealand/Australia | Phát triển trò chơi điện tử    |                          | 2018      |                  |
| Epic Games Publishing            | Xuất bản trò chơi điện tử      |                          | 2020      |                  |
| Epic Games Seattle               | Phát triển trò chơi điện tử    | Bellevue, Washington, Mỹ | 2012      |                  |
| Epic Games Stockholm             | Phát triển trò chơi điện tử    | Stockholm, Thụy Điển     | 2018      |                  |
| Epic Games UK                    | Phát triển trò chơi điện tử    | Sunderland, Anh          | 2014      |                  |
| Kamu                             | Phần mềm chống gian lận        | Helsinki, Phần Lan       | 2013      | 2018             |
| Life on Air                      | Phát triển ứng dụng di động    | San Francisco, Mỹ        | 2012      | 2019             |
| Psyonix                          | Phát triển trò chơi điện tử    | San Diego, Mỹ            | 2000      | 2019             |
| Quixel                           | Nội dung đo ảnh                | Uppsala, Thụy Điển       | 2011      | 2019             |

### Các công ty con đã từng sở hữu
| Tên                | Trụ sở         | Thành lập năm | Epic mua lại năm | Tách khỏi Epic năm | Mục đích tách ra     |
| ------------------ | -------------- | ------------- | ---------------- | ------------------ | -------------------- |
| Impossible Studios | Baltimore, Mỹ  | 2012          | —                | 2013               | Đóng cửa             |
| People Can Fly     | Warsaw, Ba Lam | 2002          | 2012             | 2015               | Bán cho công ty khác |